# Beda Dudík
Beda Dudík, vlastním jménem František (v německé literatuře uváděn jako Beda Franz Dudik, 29. ledna 1815, Kojetín – 18. ledna 1890, Rajhrad), byl moravský historiograf a církevní historik, kněz a benediktinský mnich v Rajhradském klášteře. Jméno Beda přijal při vstupu do řádu (podle Bedy Ctihodného). Od roku 1884 byl titulárním opatem v té době již neexistujícího kláštera v Třebíči.

## Život
Narodil se v Kojetíně jako nejstarší z devíti dětí v rodině perníkáře a voskaře Vincence a Magdaleny Dudíkových. Studoval nejprve v Kroměříži a poté v Brně, kde se potkal s benediktinem Řehořem Volným. Možná i díky jeho vzoru se stal řeholníkem. Na kněze byl vysvěcen 20. srpna 1840.
Působil jako učitel filosofie v Brně i jako docent ve Vídni. V roce 1851 byl vyslán moravským zemským výborem do Švédska, aby pátral po knihách, které byly odvezeny Švédy za třicetileté války. I jeho zásluhou se v roce 1877 navrátilo zpět 21 nejcennějších svazků. Později po nich pátral i v Římě, kam švédská královna Kristina některé rukopisy později převezla. Pátrání v archivech v Monte Cassinu a ve Vatikánu v letech 1852–1853 přineslo, podobně jako v případě Palackého, nejvýznamnější výsledky. Moravskou veřejnost seznámil se svými výzkumnými výsledky z cest prostřednictvím děl Forschungen im Schweden für Mährens Geschichte (1852) a Iter Romanorum (1855).

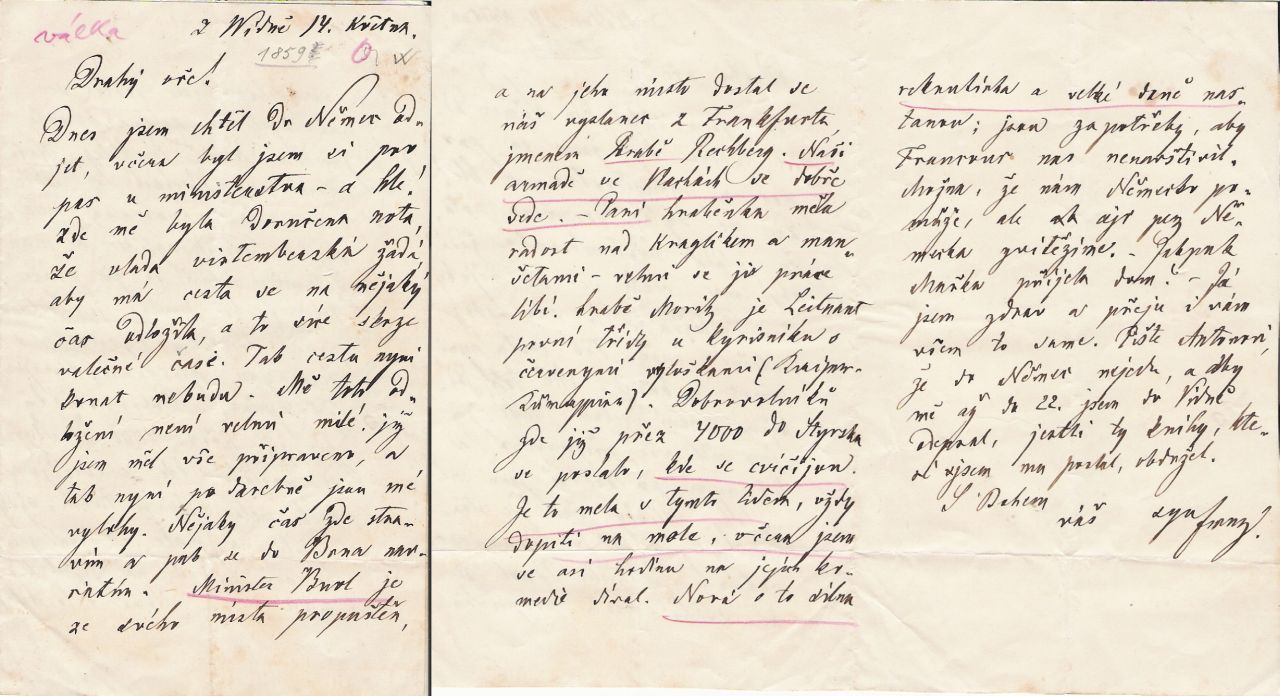
Bedův rukopis

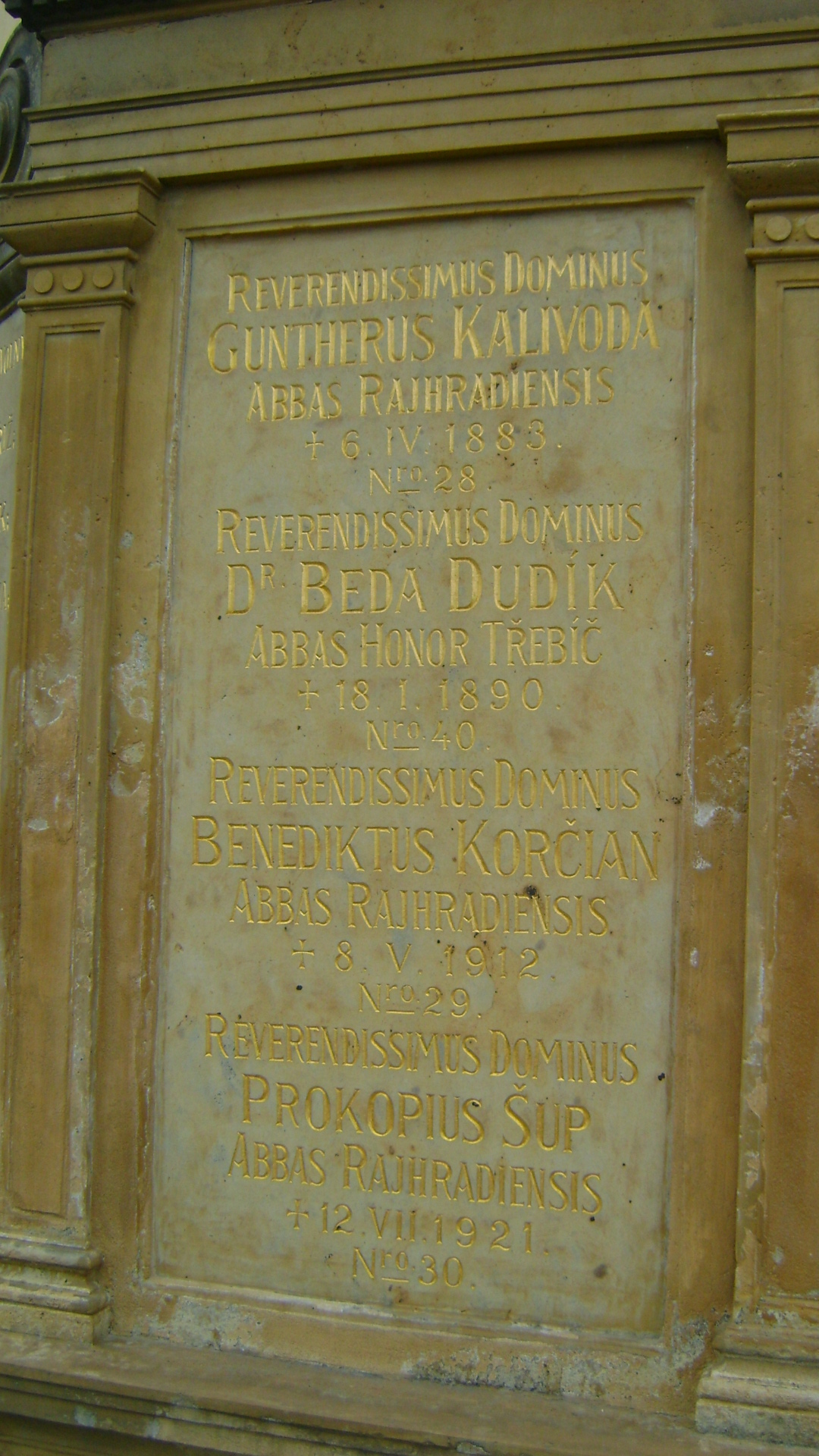
Náhrobek Bedy Dudíka na rajhradském hřbitově

Od roku 1853 pracoval ve Vídni, kde uspořádával archiv řádu Německých rytířů. Při této činnosti sebral dostatek materiálu na další dílo: o vpádu Švédů do Čech. V roce 1856 navrhl reformu rakouského archivnictví, ta však nebyla schválena.
Roku 1859 byl jmenován moravským zemským historiografem. Stejnou funkci v Čechách zastával František Palacký, Bedovi se proto později přezdívalo „Moravský Palacký“". Tentýž rok se stal docentem středověkých dějin.
Jeho hlavním dílem je dvanáctisvazková Mährens allgemeine Geschichte, pojatá tak podrobně, že se dostal pouze k roku 1350. V tomto díle zpochybnil, že velkomoravský Veligrad je totožný s dnešním Velehradem, za což byl velice kritizován a později v českém vydání tato zmínka již chybí. Dnešní výzkumy mu ale do jisté míry dávají za pravdu. V letech 1870–1884 vycházela v češtině pod zkráceným názvem Dějiny Moravy.
Roku 1866 byl jako válečný zpravodaj v Itálii. Roku 1869 byl jako osobní kaplan císaře Františka Josefa I. členem delegace při otevírání Suezského průplavu, o této cestě napsal knihu Kaiser-Reise nach dem Oriente
Za celý život napsal asi 90 děl. Obdržel četná vyznamenání (viz foto). Roku 1884 byl jmenován titulárním opatem kláštera v Třebíči. Zemřel na mozkovou mrtvici 18. ledna 1890 ve věku čtyřiasedmdesáti let. O dva dny později byl pohřben v areálu benediktinského kláštera v Rajhradě.
Jeho bratr Antonín byl též knězem a spisovatelem, bratr Eduard se stal starostou Kojetína.

## Zajímavosti
- Po Dudíkovi se jmenují ulice v Kojetíně, Brně-Řečkovicích a Rajhradě.
- Po celý život dbal o to, aby se jeho jméno psalo s dlouhým í, což pro některé německé noviny představovalo velký problém.
- Svá vyznamenání odkázal klášteru – nechal z nich udělat kalich, v jehož podstavě jsou drahé kameny z těchto medailí.

## Dílo
Dudík byl velmi plodným spisovatelem, napsal asi 90 děl. Asi nejdůležitějším dílem jsou jeho Dějiny Moravy, z dalších alespoň:
- Geschichte des Benediktinerstiftes Raigern (Dějiny benediktinského kláštera Rajhrad, 2 sv., Brno 1849; 2. vyd., Wien 1868)
- Mährens Geschichtsquellen (Prameny moravských dějin, Brno 1850)
- Chronik der Stadt Olmütz über die Jahre 1619 und 1620 (Kronika města Olomouce v letech 1619 a 1620, Brno, Rohrer 1851 [=SchrHSS 1 (1851)].
- Forschungen in Schweden für Mährens Geschichte (Výzkum moravských dějin ve Švédsku, Brno 1852)
- Iter Romanum (Římská cesta, 2 sv., Wien 1855)
- Des Herzogtums Troppau ehemalige Stellung zur Markgrafschaft Mähren (Vévodství opavské a jeho dřívější postavení k markrabství moravskému, Wien 1857)
- Olmützer Sammel-Chronik vom Jahre 1432 bis 1656 (Olomoucká souborná kronika od roku 1432 do 1656, Brno, Rohrer 1858.
- Waldsteins Korrespondenz (Valdštejnova korespondence, Wien 1865-66)
- Waldstein von seiner Enthebung bis zur abermaligen Übernahme des Armeekommandos (Valdštejn od svého propuštění po druhé převzetí armádního velení, Wien 1858)
- Des hohen Deutschen Ritterordens Münzsammlung in Wien (Mincovní sbírka Řádu německých rytířů ve Vídni, Wien 1858)
- Kleinodien des Deutschen Ritterordens (Poklady Řádu německých rytířů, Wien 1866)
- Archive im Königreich Galizien und Lodomerien (Wien 1867)
- Erinnerungen aus dem Feldzug in Italien 1866 (Vzpomínky z tažení do Itálie 1866. Wien 1867)
- Preussen in Mähren im Jahre 1742 (Prusové na Moravě v roce 1742. Wien 1869)
- Bericht über die Diöcese Olmütz durch den Cardinal Franz von Dietrichstein im Jahre 1634 (Zpráva kardinála Dietrichštejna o olomoucké diecézi v roce 1634, AÖG 42 (1870) 213–231.
- Statuten der Diözese Olmütz vom Jahre 1568 (Statuta olomoucké diecéze z roku 1568), Brno 1870.
- Bibliothek und Archiv im fürsterzbischöflichen Schlosse zu Kremsier (Knihovna a archiv v knížecím arcibiskupském zámku Kroměříž, Wien, Wilhelm Braumeister 1870.
- Reformations-Artikeln des Erzbischof’s von Prag Anton Brus aus dem Jahre 1564 (Reformační články pražského arcibiskupa Antona Bruse z roku 1564), AÖG 46 (1871) 215-234.
- Handschriften der Bibliothek des Metropolitancapitels in Olmütz, (Rukopisy knihovny metropolitní kapituly v Olomouci) Sitzungs-Berichte der kaiserlichen Akademie der Wissenschaften, Phil.-Hist. Classe, Bd. 81, 1876.
- (česky) Dějiny knihtiskařství na Moravě od vzniku jeho až do roku 1621, Brno, vlastním nákladem 1876.
- Schweden in Böhmen und Mähren 1640–1660 (Švédové v Čechách a na Moravě 1640-1660. Wien 1879)
- Geschichtliche Entwickelung der Buchdruckerkunst in Mähren von 1486 bis 1621 (Historický vývoj knihtisku na Moravě od 1486 do 1621. Brno 1879) Dostupné online
- Mährens allgemeine Geschichte (Obecné dějiny Moravy. 12 sv., Brno 1860–89)
- (česky) Dějiny Moravy, 1-9, přepracované české vydání, Praha, F. Tempský 1875–1884.
- Correspondenz Kaisers Ferdinand II. und seiner erlauchten Familie mit P. Martinus Becanus und P. Wilhelm Lamormaini, kaiserlichen Beichtvätern S. J. (Korespondence císaře Ferdinanda II. a jeho jasné rodiny s P. Becanem a P. Lamormainem, jezuitskými zpovědníky. AÖG 54 (1876) 219–350.